# Frank Bernard Dicksee

Frank Bernard Dicksee – Romeo i Julia

Frank Bernard Dicksee (ur. 27 listopada 1853 w Londynie, zm. 17 października 1928 tamże) – angielski malarz wiktoriański.
Dicksee wychował się w rodzinie o tradycjach artystycznych, jego ojciec Thomas Dicksee oraz brat Herbert i siostra Margaret także byli malarzami. Malował sceny historyczne i legendarne, sukces przyniosły mu portrety młodych kobiet. Chociaż nigdy nie był członkiem Braterstwa Prerafaelitów, to jego twórczość jest z nim wiązana.
Artysta rozpoczął naukę w 1870 w Royal Academy, w 1891 został jej członkiem, a w 1924 prezydentem. W 1925 otrzymał tytuł szlachecki, a dwa lata później Królewski Order Wiktorii.
W 1990 obraz Franka Dicksee Pogrzeb wikinga został wykorzystany na okładce płyty Hammerheart black metalowej grupy Bathory.